# Brynjar Sigurðarson
Brynjar Sigurðarson, född 1986, är en isländsk formgivare och konstnär.
Brynjar Sigurðarson utbildade sig på Islands konsthögskola i Reykjavik med en kandidatexamen och i industriformgivning på École cantonale d'art de Lausanne i Schweiz med en magisterexamen 2011. Han har också undervisat på École cantonale d'art de Lausanne.
Han driver sedan 2014 tillsammans med formgivaren Veronika Sedlmair (född 1985) Studio Brynjar & Veronika i Berlin i Tyskland och gör bland annat möbler.
Brynjar Sigurðarson fick 2018 Torsten och Wanja Söderbergs pris. Prisjuryn betonade i sin motivering hans anknytning till "två fundamentala element i det isländska kulturarvet, nämligen berättartraditionen och fisket".